# Tragocerus subfasciatus
Tragocerus subfasciatus là một loài bọ cánh cứng trong họ Cerambycidae.